# Ghost in the Shell 2: Innocence
Ghost in the Shell 2: Innocence, coneguda al Japó com a Innocence (イノセンス, Inosensu), és una pel·lícula anime cyberpunk japonesa del 2004 escrita i dirigida per Mamoru Oshii. La pel·lícula serveix com a seqüela autònoma de la pel·lícula d'Oshii de 1995 Ghost in the Shell i es basa lliurement en el manga de Masamune Shirow.
La pel·lícula va ser coproduïda per Production I.G i Studio Ghibli per a Tokuma Shoten, Nippon Television Network, Dentsu,  Buena Vista Home Entertainment, Toho i D-Rights, i distribuït per Toho. Va ser llançada al Japó el 6 de març de 2004, i més tard va ser llançat als EUA el 17 de setembre de 2004 per Go Fish Pictures. L'actuació de la taquilla estatunidenca de la pel·lícula havia superat les expectatives de Go Fish Pictures.
Innocence va rebre el Premi Nihon SF Taisho de 2004. També va estar en competició al 57è Festival Internacional de Cinema de Canes, convertint-se en el primer i únic anime de la història que va competir per la Palma d'Or. La banda sonora de la pel·lícula es va publicar amb el nom de Innocence O.S.T. i una novel·la relacionada anomenada Ghost in the Shell: Innocence - After the Long Goodbye es va estrenar el 29 de febrer de 2004.

## Argument
La història es basa lliurement en el capítol de manga Ghost in the Shell Robot Rondo (amb elements de "Phantom Fund"). Inaugurat l'any 2032, l'operatiu Batou de la Secció de Seguretat Pública 9 cibernètica està associat amb Togusa, un agent amb molt poques actualitzacions cibernètiques, després dels esdeveniments de Ghost in the Shell.
Després d'una sèrie de morts a causa d'un mal funcionament dels ginoides, robots sexuals semblants a nines, es demana a la Secció 9 que investigui. Com que tots els ginoides van funcionar malament sense una causa clara, es creu que les morts van ser assassinats premeditats; Batou i Togusa són enviats per investigar possibles motius terroristes o polítics. A més, les restes més recents del ginoide mostren que totes contenien un "fantasma" il·legal. La secció 9 conclou que la sensibilitat humana s'està duplicant artificialment a les nines de manera il·legal, fent que els robots siguin més reals i possiblement actuant com a motiu dels assassinats.
Cridat a l'escena d'un homicidi, l'especialista en tecnologia i guerra de la informació Ishikawa explica que la víctima és Jack Walkson, un oficial de consignació de l'empresa ginoide LOCUS SOLUS, que podria haver estat assassinat per la yakuza. Un cap anterior de la yakuza va ser assassinat recentment per un ginoide, així que Ishikawa conclou que Walkson va ser considerat responsable i assassinat en un acte de venjança. Batou i Togusa entren a un bar de yakuza per qüestionar l'actual cap, només per ser amenaçats pels ocupants del bar. Batou obre foc, matant i ferint nombrosos membres de la banda, inclòs el cyborg que va assassinar Walkson. Aleshores, l'actual cap admet que el seu predecessor estava d'alguna manera involucrat en LOCUS SOLUS, però insisteix que no sap com.
Entrant a una botiga de camí a casa, en Batou sembla ser advertit per el Major i un agressor desconegut li dispara al braç. Atrapat en un tiroteig, Batou gairebé mata el propietari de la botiga amb confusió, però queda sotmès quan apareix Ishikawa. Mentre li reemplaçaven el braç danyat, en Batou és informat per Ishikawa que el seu e-cervell va ser piratejat, fent-lo disparar i atacar els ocupants de la botiga. Ishikawa explica que Batou va ser piratejat per provocar més escàndol després del seu assalt de la yakuza en un intent d'aturar la investigació de la Secció 9.
Batou i Togusa es dirigeixen a la mansió de Kim, un soldat convertit en hacker i obsessionat amb les nines. Aparentment mort, Kim aviat revela que "viu" dins de la closca d'una marioneta de mida humana, i parla de filosofia amb els seus visitants. Kim admet vincles amb LOCUS SOLUS, revelant que la companyia té una seu secreta a aigües internacionals. Avisat de nou pel Major, Batou s'adona que en Kim ha piratejat secretament el seu cervell electrònic i el de Togusa, i actualment els està atrapant en una falsa realitat. Reiniciant el cervell de Togusa, Batou sotmet Kim, afirmant que sap que Kim li va piratejar el cervell al magatzem.
Decidit a reunir proves materials, Batou s'infiltra a la nau de la seu de LOCUS SOLUS mentre Togusa pirateja de manera remota els seus sistemes de seguretat utilitzant un Kim desconegut com a proxy. La seguretat del vaixell s'adona de la pirateria i pren represàlies amb un virus que fregeix el cibercervell de Kim. Simultàniament, un virus ocult carrega un programa de combat als ginoides de la línia de producció, fent-los atacar a tots a bord, matant fàcilment la força de seguretat mal armada i en pànic. Mentre Batou lluita cap al centre de la nau, el Major apareix controlant un ginoide de forma remota, ajudant en Batou a lluitar contra els ginoides i piratejar la seguretat de la nau.
Prenent el control de la nau, el Major revela a Batou la veritat sobre els ginoides. Contractant la yakuza per tràfic de noies joves, LOCUS SOLUS va duplicar les seves consciències en els ginoides donant-los "fantasmes" humans per fer-los més realistes. Batou rescata una noia d'una màquina de "doblatge de fantasmes", i ella explica que Jack Walkson, després d'haver après la veritat sobre LOCUS SOLUS, va prometre salvar les noies manipulant el procés d’especralització. Això va fer que els ginoides assassinessin els seus amos, permetent a Walkson atreure l'atenció de la policia i matar indirectament el cap de la yakuza. Malgrat les accions de Walkson per salvar les noies, Batou objecta que també va victimitzar els ginoides, causant-los una gran angoixa donant-los fantasmes danyats. Després d'haver resolt el cas, Batou pregunta al Major si està contenta ara. Ella respon que sempre estarà al seu costat a la xarxa i després es desconnecta del ginoide.

## Repartiment de veu
| Personatge            | Japonpes           | Anglès                       | Anglès                   |
| Personatge            | Japonpes           | Epcar/Manga UK/Madman (2005) | Animaze/Bandai (2009)    |
| --------------------- | ------------------ | ---------------------------- | ------------------------ |
| Batou                 | Akio Ōtsuka        | Richard Epcar                | Richard Epcar            |
| Motoko Kusanagi       | Atsuko Tanaka      | Mary Elizabeth McGlynn       | Mary Elizabeth McGlynn   |
| Togusa                | Kōichi Yamadera    | Crispin Freeman              | Crispin Freeman          |
| Daisuke Aramaki       | Tamio Ōki          | William Frederick Knight     | William Frederick Knight |
| Ishikawa              | Yutaka Nakano      | Michael McCarty              | Michael McCarty          |
| Azuma                 | Masaki Terasoma    | Erik Davies                  | Erik Davies              |
| Kim                   | Naoto Takenaka     | Joey D'Auria                 | Travis Willingham        |
| Haraway               | Yoshiko Sakakibara | Ellyn Stern                  | Barbara Goodson          |
| Koga                  | Hiroaki Hirata     | Robert Axelrod               | Fred Sanders             |
| Forensics Chief       | Katsunosuke Hori   | Terrence Stone               | Loy Edge                 |
| Lin                   | Unknown            | Robert Axelrod               | Doug Stone               |
| Rescued Girl          | Hisami Muto        | Sherry Lynn                  | Laura Bailey             |
| Katsunari Wakabayashi | Unknown            | Richard Cansino              | Steve Kramer             |

### Veus en anglès addiocionals

#### Repartiment Epcar/Manga UK/Madman
- Richard Cansino com a Home, Security 1, Yakuza 1
- Steve Kramer com a detectiu, Seguretat 4, Seguretat 5
- Sherry Lynn com a Gynoid
- Terrence Stone com a pilot, Seguretat 2, propietari de la botiga, Yakuza 3
- Michael McConnohie com a personal forense, membre de la secció 9, seguretat 3
- Bob Papenbrook com a Crab Man, Cyborg Doctor, Underwater Cyborg, Yakuza 2
- Stephanie Sheh com a Dispatcher, la filla de Togusa
- Kevin Seymour (com el Sr.

#### Elenc d'Animaze/Bandai
- Karen Huie com a Locus Solus Security System #1 (cantonès)
- Jim Lau com a Locus Solus Security System #2 (cantonès)
- Joe Romersa com a home cranc, cyborg submarí
- John Snyder com Cyborg Arm Doctor
- David Vincent com a comandant SWAT, Yakuza 1
- Kyle Hebert com a detectiu
- Roger Craig Smith com a Briefing Voice, Yamadori Transport Pilot
- Sandy Fox com la filla de Togusa

## Al·lusions i referències
Innocence conté moltes referències a fantasia, filosofia i zen, i aborda qüestions estètiques i morals. Per exemple, la pel·lícula comença amb una cita de L'Ève future de Auguste Villiers de L'Isle-Adam de 1886: "Si els nostres déus i les nostres esperances no són res sinó fenòmens científics, aleshores admetem que cal dir que el nostre amor també és científic”. Altres nombroses cites de la pel·lícula provenen de Buddha, Confuci, Descartes, l'Antic Testament, wl crític de l'època Meiji Saitō Ryokuu, Richard Dawkins, Max Weber, Jacob Grimm, Plató, John Milton, el dramaturg del segle XIV Zeami Motokiyo, la Missa tridentina, i Julien Offray de La Mettrie, filòsof de la Il·lustració francesa i autor de "L'Homme Machine".
Els personatges i els seus noms contenen moltes al·lusions a altres obres més antigues. Per exemple, els robots model "Hadaly" es refereixen a un robot semblant a un humà anomenat Hadaly que apareix a L'Ève future, també el llibre que va popularitzar la paraula android. L'empresa LOCUS SOLUS rep el nom de la novel·la de 1914 de Raymond Roussel, que també comparteix certs elements temàtics amb la pel·lícula, com ara una mansió que conté quadres vius. L'especialista forense de la policia, Haraway, probablement rep el nom de Donna Haraway, autora feminista de A Cyborg Manifesto. És probable que el personatge d'Haraway estigui basat en Susan Calvin de la sèrie Robot. La sèrie Robot també es fa referència als androides de la pel·lícula, ja que compleixen amb una versió modificada de les Tercera llei de la robòtica d'Asimov.
Les nines també són un motiu important a Innocence; molts tenen "esperits" d'algun tipus, però al mateix temps no són del tot humans. Es basen en l'art de Hans Bellmer, un fabricant de nines famós per les seves inquietants i eròtiques nines femenines amb articulacions de bola.
La seqüència de la desfilada es basa en una processó religiosa i un temple a Taiwan.
Al doblatge en anglès del 2009, l'inspector de consignacions assassinat es diu Jacques Vaucanson. El seu homònim va ser un inventor francès del segle XVIII que va crear autòmats a imatge de l'home i dels animals.

## Producció
Innocence tenia un pressupost de producció d'aproximadament de 20 milions de dòlars (aproximadament 2.000 milions de iens). Per recaptar la suma , el president de l'estudi Production I.G, Mitsuhisa Ishikawa, va demanar al president de l'Studio Ghibli, Toshio Suzuki, que coproduís. Polygon Pictures va produir el 3DCG a la pel·lícula.

### Idees del director
Sobre els orígens de la pel·lícula, el director Mamoru Oshii diu que no la va imaginar només com una seqüela de Ghost in the Shell. Va dir: "Tenia una dotzena d'idees, vinculades a les meves opinions sobre la vida, la meva filosofia, que volia incloure en aquesta pel·lícula... Vaig atacar Innocence com un repte tècnic; volia anar més enllà de l'animació típica. límits, respondre preguntes personals i al mateix temps atreure als espectadors." Durant la producció, la primera decisió que va prendre Oshii va ser no fer de Motoko Kusanagi el principal personatge i, en canvi, fes-ne una història sobre algú que la busca. Oshii va optar per fer que la pel·lícula tingués un to i una sensació diferents de l'original.
Oshii va viatjar pel món per trobar inspiració per a la pel·lícula. Oshii va basar l'aparició en les nines creades per Hans Bellmer que va veure al International Center of Photography de Nova York.
Oshii va assenyalar que la seva atenció als detalls podria ser particularment japonesa: "M'absorbeixo en els punts més subtils, com el que sembla la part posterior de l'etiqueta d'una ampolla quan la veus a través del got [es demostra amb una ampolla d'aigua mineral]. Això és molt japonès, suposo. Vull que la gent torni a la pel·lícula una vegada i una altra per recollir coses que es van perdre la primera vegada". En descriure l'aspecte general, el director va dir: "La pel·lícula està ambientada en el futur, però mira la societat actual. I com he dit, també hi ha un element autobiogràfic. Estic mirant enrere algunes de les coses que m'agradaven de petit: els cotxes dels anys 50, etc. Bàsicament, volia crear un món diferent, no un món futur".
El gos Gabriel, semblant una vegada més a l'únic ésser "real", fa una aparició clau, com en moltes de les pel·lícules d'Oshii. Una escena amb Batou alimentant el seu gos té ressò a Ash a Avalon (2001). Va explicar el motiu pel qual totes les seves pel·lícules presenten un basset hound, el seu company a la vida real: "Aquest cos que veus davant teu és una closca buida. El gos representa el meu cos. Els éssers humans només poden ser lliures si s'alliberen del seu cos. Quan estic jugant amb el meu gos, oblido que sóc un ésser humà, i només llavors em sento lliure".
Pel que fa a l'estat de l'art i l'animació, Oshii va dir això:
| « | Crec que Hollywood depèn cada cop més de les imatges 3D com la de Shrek. La força de l'animació japonesa es basa en el llapis del dissenyador. Fins i tot si barreja 2D, 3D i gràfics per ordinador, la base segueix sent 2D. Només fer 3D no m'interessa. | » |

Sobre el missatge general de la pel·lícula, el director va dir: "Aquesta pel·lícula... conclou que totes les formes de vida (humans, animals i robots) són iguals. En aquests dies en què tot és incert, tots hauríem de pensar què hem de valorar a la vida i com conviure amb els altres". Sobre les seves intencions narratives, Oshii comenta: "Vaig tenir un pressupost més gran que per a Ghost in the Shell. També vaig tenir més temps per preparar-la. No obstant això, malgrat el marge econòmic, els detalls abundants i les orientacions, encara era important explicar-ho. una història íntima." 

### Canvi de títol
Per tal de comercialitzar millor la pel·lícula fora del Japó, es va afegir el sobrenom de Ghost in the Shell 2 al títol de la pel·lícula, amb Innocence convertint-se en el subtítol. Alguns fans van veure això com un conflicte amb les declaracions d'Oshii que la pel·lícula no era, en realitat, una seqüela estàndard d'Hollywood, i va poder i tenia la intenció de fer-ho, posar-se sol.

### Doblatge en anglès
Quan Go Fish Pictures va llançar Innocence, la van publicar subtitulada, sense doblatge en anglès, una opció controvertida ja que tots els animes Ghost in the Shell publicats per Manga Entertainment fora del Japó havien estat doblats. Anime News Network va anunciar la coproducció de Manga Entertainment UK d'un doblatge en anglès amb Madman Entertainment, el seu distribuïdor australià i soci de sempre, i l'estudi Epcar Entertainment de Richard Epcar (la veu de Batou) per al doblatge. Aquest va ser el primer doblatge que Manga UK havia produït des de X el 1999 i el primer doblatge produït per Madman. Aquest doblatge va ser llançat al Regne Unit per Manga i a Austràlia per Madman Entertainment (utilitzant la transferència de Go Fish Pictures). Bandai Entertainment sota llicència de Paramount i DreamWorks va crear un segon doblatge per al mercat nord-americà utilitzant la majoria dels actors de veu de la versió Manga/Madman fent alguns canvis al repartiment i l'equip de producció i utilitzant l'estudi d'Animaze.

## Mitjans relacionats

### Banda sonora
La banda sonora va ser composta per Kenji Kawai, que també va fer la banda sonora de Ghost in the Shell. Tal com va expressar a la nota d'àlbum, va estar d'acord amb Mamoru Oshii que el patró de la banda sonora en si una mica després "seguiria la música de la pel·lícula original". A més, Oshii va fer peticions específiques per a "una caixa de música enorme", un "tema jazz" i una "repetició de la cançó 'Follow Me'".
La caixa de música, escoltada a les cançons de "Doll House", va ser adquirida a Sankyo Shoji. Volent que sonés com si es reproduís en un espai enorme, Kenji Kawai va fer gravar la caixa de música a l'estudi i després la va tornar a reproduir a la pedrera subterrània d'Ohya amb quatre altaveus i dos subwoofers, on es va gravar amb vuit micròfons.
El cor de cantants minyoh, escoltat als "Chants" de la primera pel·lícula, i a la "Ballade of Puppets" a "Innocence", es va ampliar per incloure 75 intèrprets, cosa que va resultar difícil registre. La sessió va durar 14 hores seguides.
"Follow Me" és una versió d'una cançó interpretada originalment per Demis Roussos el 1982 i interpretada per Kimiko Itoh. La música es basa en el Concierto de Aranjuez de Joaquín Rodrigo, amb lletra de Herbert Kretzmer i Hal Shaper.
| 1.  | «Dungeon»                                                      | 1:22 |
| 2.  | «The Ballade of Puppets: Flowers Grieve and Fall»              | 3:38 |
| 3.  | «Type 2052 "Hadaly"»                                           | 4:05 |
| 4.  | «River of Crystals»                                            | 5:47 |
| 5.  | «Attack the Wakabayashi»                                       | 3:29 |
| 6.  | «Etorofu»                                                      | 3:53 |
| 7.  | «The Ballade of Puppets: In a New World Gods Will Descend»     | 5:09 |
| 8.  | «The Doll House I»                                             | 1:31 |
| 9.  | «The Doll House II»                                            | 2:54 |
| 10. | «The Ballade of Puppets: The Ghost Awaits in the World Beyond» | 9:44 |
| 11. | «Toh Kami Emi Tame»                                            | 0:31 |
| 12. | «Follow Me¹»                                                   | 5:01 |

¹ – cover de Kimiko Itoh

### Novel·la
Una novel·la de Masaki Yamada anonemada Innocence: After the Long Goodbye (イノセンス After the Long Goodbye) serveix com a preqüela, té lloc just abans de la pel·lícula i explica des de la perspectiva d'Batou mentre busca el seu gos Gabriel (Gabu). Va ser publicat per Tokuma Shoten el 29 de febrer de 2004, i la versió en anglès va ser publicada per Viz Media als EUA l'octubre de 2005. Més tard, Viz Media va llançar una caixa de quatre volums d'Ani-manga l'abril de 2005.

### Antologia musical
Consisteix en vídeos musicals de Production I.G.

## Recepció
El lloc web de l'Agregador de ressenyes Rotten Tomatoes va informar que el 64% dels crítics han donat una crítica positiva basada en 99 ressenyes, amb una valoració mitjana de 6,3/10. El consens diu: "L'animació és preciosa, però la trama és complexa fins al punt d'inescrutabilitat, deixant Ghost in the Shell 2: Innocence tant original com adormidor."A Metacritic, té una puntuació mitjana ponderada de 66 sobre 100 basada en 27 crítics, que indica "crítiques generalment favorables".
La pel·lícula va ser elogiada per Manohla Dargis del New York Times, que va escriure "Innocence no sols revela una gran quantitat d'encants visuals, sinó que reafirma el cas que hi ha pot i hauria de ser més per les animacions de llargmetratge que per a les bromes barates, el patetisme i les ganes." En canvi, la crítica es basa en una sèrie de factors, sovint citats com a massa pesats en el diàleg filosòfic i, per tant, difícils de seguir, i el seu final s'ha descrit com a feble i sense sentit en l'arc del desenvolupament dels personatges. Helen McCarthy a 500 Essential Anime Movies elogia el guió i la direcció de qualitat, afirmant que "és una pel·lícula desafiant, però és un dels millors animes de sempre ".

### Reconeixements
Premiada com la millor pel·lícula de ciència-ficció als premis Nihon SF Taisho 2004, Innocence va competir al 57è Festival Internacional de Cinema de Canes, la sisena pel·lícula d'animació que s'ha presentat a Canes. Junt amb Persèpolis, va ser l'única pel·lícula d'animació que es va projectar a la selecció oficial, competint per la Palma d'Or aquell any. (El guanyador final va ser Fahrenheit 9/11.)
A partir del 2023, també va rebre quatre nominacions als 47ns Premis Annie, incloent els de millor llargmetratge d'animació i millor assoliment en direcció, empatant amb El viatge de Chihiro, Millennium Actress i El temps amb tu amb quatre nominacions ; el segon conjunt més alt per a una pel·lícula d'anime als Annies, darrere del predecessor Ghost in the Shell (1995) i després Belle (2021) amb cinc.

## Llançament

### Japó
La pel·lícula va ser llançada en VHS i DVD per Buena Vista Home Entertainment Japan (més tard Walt Disney Studios Japan) el 15 de setembre de 2004. La versió UMD es va publicar més tard el 2005, i el 7 de setembre de 2005 es va publicar un DVD "Versió internacional", que contenia subtítols en diversos idiomes. la pel·lícula es va estrenar a Blu-ray Disc el 6 de desembre de 2006.
Una "edició absoluta" va ser llançada per Disney en Blu-Ray el 6 d'agost de 2008.
Walt Disney Studios Japan va llançar la remasterització 4K de la pel·lícula en Ultra HD Blu-ray i en Blu-Ray Disc regular el 22 de juny de 2018. Per vincular-se amb aquesta versió juntament amb la versió Ultra HD de la primera pel·lícula de remasterització 4K. El mateix dia, Bandai Namco Arts i Disney es van unir per llançar un paquet combinat de Blu-Ray Ultra HD que conté ambdues pel·lícules durant un temps limitat.

### Amèrica del Nord
Innocence va ocupar el lloc 28 a la taquilla dels Estats Units guanyant 317.000 dòlars el cap de setmana d'obertura del setembre de 2004. La pel·lícula finalment va recaptar 1 milió de dòlars a la taquilla dels EUA, que va superar completament l'objectiu de rendibilitat de Go Fish Pictures.
El 28 de desembre de 2004, DreamWorks Pictures (empresa matriu del distribuïdor cinematogràfic Go Fish Pictures) va llançar Innocence en DVD als EUA. Les ressenyes van començar immediatament a aparèixer a Amazon i altres llocs web que criticaven la pista de subtítols de la pel·lícula: en comptes d'incloure els subtítols superposats de l'estrena al cinema, DreamWorks va produir els subtítols del DVD utilitzant closed caption, donant lloc a subtítols que interferien en els efectes visuals de la pel·lícula. A més de llegir diàlegs, el públic va veure indicis com "Pas a peu..." o "Helicòpter s'acosta..." Després de rebre nombroses queixes, DreamWorks va publicar un comunicat dient que els clients insatisfets podien canviar els seus DVD per uns degudament subtitulats, amb franqueig pagat; i que la versió 4 ja tenia el subtitulat adequat.
Bandai Entertainment ha estrenat la pel·lícula en Blu-ray i DVD als Estats Units, amb un doblatge en anglès que també inclou el repartiment utilitzat a Ghost in the Shell: Stand Alone Complex. Bandai havia concedit la llicència de la pel·lícula durant un curt període de Paramount.
Funimation va llançar la pel·lícula en DVD i en Blu-ray combo-pack el 7 de febrer de 2017. El combo pack inclou la versió japonesa i inclou la pista d'àudio oficial en anglès i subtítols, juntament amb amb les característiques especials.

### Regne Unit
Manga Entertainment, que va estrenar i coproduir la primera pel·lícula i va col·laborar amb Bandai Entertainment per estrenar la sèrie de televisió, va llançar Innocence amb un doblatge en anglès amb el mateix repartiment que el que s'utilitza a Ghost in the Shell: Stand Alone Complex al Regne Unit el 27 de febrer de 2006. El doblatge de Manga UK va ser coproduït amb el soci d'anime, Madman Entertainment que ha distribuït títols de Manga UK a Austràlia des de la seva fundació el 1996. El doblatge a l'anglès del Regne Unit al disc Blu-ray de la Regió 1 presenta un error d'àudio on la banda sonora s'ha canviat de to cap avall, donant lloc a veus profundes de sons poc naturals i efectes de so mecànics a càmera lenta, perquè el doblatge va ser produït amb estàndards PAL en lloc de NTSC. Això també està present al DVD estàndard.

### Austràlia
La polèmica amb les llicències també va afectar el seu llançament a Austràlia. Tot i que Madman la va llicenciar a través de Go Fish Pictures, el doblatge en anglès que s'utilitza és de Manga Entertainment, a través del qual Madman ha llicenciat totes les propietats de Ghost in the Shell. Els costos de llicència són extremadament elevats a causa de dues llicències diferents que estan vigents en el llançament del DVD. Es desconeix si Madman utilitzarà el doblatge de Manga Entertainment o el doblatge de Bandai per al Blu-ray versió.